# Night in the Ruts
《Night in the Ruts》는 컬럼비아 레코드가 1979년 11월에 발매한 미국의 하드 록 밴드 에어로스미스의 여섯 번째 스튜디오 음반이다. 기타리스트 조 페리는 녹음 도중 밴드를 떠났다. 이 음반은 처음에 밴드의 웨어하우스 리허설 공간에서 에어로스미스의 이전 네 장의 음반을 프로듀싱을 했던 잭 더글러스에 의해 프로듀싱을 했으나, 후에 컬럼비아 레코드가 게리 라이언스를 프로듀서로 영입하여 더글러스를 대신하게 되었다.

## 평가
| 전문가 평가                   | 전문가 평가 |
| 평가 점수                     | 평가 점수   |
| 출처                          | 점수        |
| ----------------------------- | ----------- |
| AllMusic                      | [ 2 ]       |
| Christgau's Record Guide      | C+          |
| The Rolling Stone Album Guide | [ 4 ]       |

이 음반은 현대 비평가들에 의해 열광했고, 초기의 성공에도 불구하고, 그것은 빠르게 차트에서 떨어졌다. 《롤링 스톤》 작가 데이비드 프리키는 음반의 최고 곡인 《Rocks》와 《Toys in the Attic》를 통해 에어로스미스가 그들의 기본 사운드로 복귀하는 것을 보여주었지만, 그는 샹그릴라즈 발라드 〈Remember (Walking in the Sand)〉의 커버에서 "하드 록과 오리지널의 스펙토리아 웅장함 사이에서 일관성이 없는" 것처럼 "이 규범으로부터의 일탈"을 발견했다. 《빌리지 보이스》 비평가 로버트 크리스트가우는 오프닝 곡 〈No Surprize〉를 음반의 유일한 "약속적인" 트랙으로 여겼다.
올뮤직의 그레그 프라토 평론가는 "놀라우리만치 조리 있고 영감을 받은 음반이라며 역사적 맥락에서 보다 자비로운 논평을 내놓았다. 비록 《Toys in the Attic》이나 《Rocks》와 같은 고전과는 비교가 되지 않지만(당시 밴드가 그렇게 혼란 상태에 있지 않았더라면 좋았을 수 있었지만) 확실히 [밴드의 이전]의 스튜디오 발매물인 《Draw the Line》보다 더 기울고 집중이 잘 되어 있었다."

## 곡 목록
| #  | 제목                                                 | 작사·작곡              | 재생 시간 |
| -- | ---------------------------------------------------- | ---------------------- | --------- |
| 1. | 〈No Surprize〉                                      | 스티븐 타일러, 조 페리 | 4:25      |
| 2. | 〈Chiquita〉                                         | 타일러, 페리           | 4:24      |
| 3. | 〈Remember (Walking in the Sand) (샹그릴라즈 커버)〉 | 섀도 모턴              | 4:04      |
| 4. | 〈Cheese Cake〉                                      | 타일러, 페리           | 4:15      |

| #  | 제목                                           | 작사·작곡                         | 재생 시간 |
| -- | ---------------------------------------------- | --------------------------------- | --------- |
| 1. | 〈Three Mile Smile〉                           | 타일러, 페리                      | 3:42      |
| 2. | 〈Reefer Head Woman (재즈 길럼 커버)〉         | 조 베넷, 재즈 길럼, 레스터 멜로스 | 4:01      |
| 3. | 〈Bone to Bone (Coney Island White Fish Boy)〉 | 타일러, 페리                      | 2:59      |
| 4. | 〈Think About It (야드버즈 커버)〉             | 키스 렐프, 지미 페이지, 짐 맥카티 | 3:34      |
| 5. | 〈Mia〉                                        | 타일러                            | 4:14      |

## 인증
| 국가                       | 인증     | 판매량/출하량 |
| -------------------------- | -------- | ------------- |
| 캐나다 (뮤직 캐나다)       | 골드     | 50,000^       |
| 미국 (RIAA)                | 플래티넘 | 1,000,000^    |
| ^출하량을 기반으로 한 인증 |          |               |